# Монте ди Кума (Напуљ)
Монте ди Кума је насеље у Италији у округу Напуљ, региону Кампанија.
Према процени из 2011. у насељу је живело 29 становника. Насеље се налази на надморској висини од 21 м.